# 쿠알라리피스
쿠알라리피스(말레이어: كوالا ليڤيس, 영어: Kuala Lipis, 중국어: 瓜拉立卑)는 말레이시아 파항주에 위치한 도시이다. 1898년부터 1953년까지 파항주의 주도였다.

## 역사
쿠알라리피스는 1887년 이전에 금광의 중심지였다. 1898년부터 1953년까지 파항주의 주도였으며 웅장한 건물들이 지어졌다. 1924년 철도가 개통되면서 번성하였으나 1953년 주도가 쿠안탄으로 이전되면서 쇠퇴하였다.